# Czarna Sędziszowska
Czarna Sędziszowska – wieś w Polsce położona w województwie podkarpackim, w powiecie ropczycko-sędziszowskim, w gminie Sędziszów Małopolski.
W latach 1954–1972 wieś należała i była siedzibą władz gromady Czarna Sędziszowska. W latach 1975–1998 miejscowość administracyjnie należała do województwa rzeszowskiego.
Miejscowość jest siedzibą parafii św. Stanisława Biskupa, należącej do dekanatu Sędziszów Małopolski, diecezji rzeszowskiej.

## Części wsi
| SIMC    | Nazwa        | Rodzaj     |
| ------- | ------------ | ---------- |
| 0660653 | Bór          | część wsi  |
| 0660660 | Folwark      | część wsi  |
| 0660676 | Jasień       | przysiółek |
| 0995661 | Koniec       | część wsi  |
| 0995678 | Łysa Góra    | część wsi  |
| 0660682 | Majdan       | część wsi  |
| 0660699 | Mały Jasień  | przysiółek |
| 0660707 | Nowa Wieś    | część wsi  |
| 0660720 | Ostrów       | osada      |
| 0995721 | Pasieka      | część wsi  |
| 0660736 | Piekło       | część wsi  |
| 0660742 | Podboreczek  | przysiółek |
| 0660713 | Podkościele  | część wsi  |
| 0995744 | Podleśnictwo | część wsi  |
| 0660771 | Stara Wieś   | przysiółek |
| 0660759 | Wólka        | część wsi  |
| 0660765 | Zaleśnictwo  | część wsi  |

## Geografia
W północnej części wsi został utworzony Rezerwat przyrody Zabłocie, będący ostoją m.in. orła bielika, bociana czarnego.

## Historia

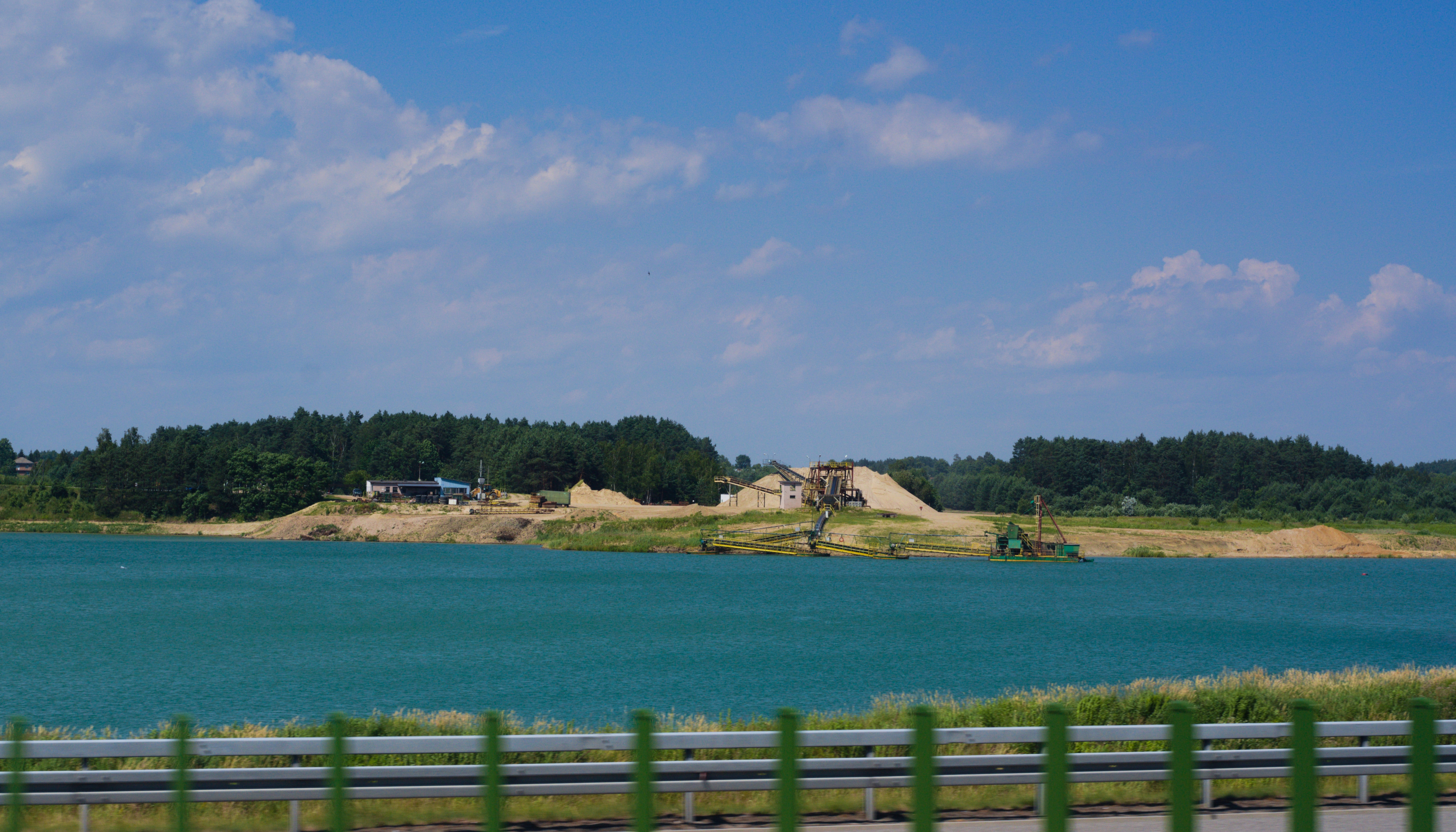
Zakład Eksploatacji Kruszywa Czarna Sędziszowska (2020)

Wieś po raz pierwszy została wymieniona w dokumentach z 1584 roku, pod nazwą Zaczarnie. Należała do uposażenia kasztelanii sandomierskiej.
W roku 1598 stał tu już kościół drewniany, ufundowany przez Stanisława Tarnowskiego. Wkrótce Czarna stała się siedzibą parafii, w latach następnych obejmującej jeszcze Krzywą, Cierpisz, Rudę i Kamionkę. Zachowały się odpisy dokumentów potwierdzających erygowanie parafii w Czarnej w 1606 roku.
W 1846 roku pojawił się we wsi emisariusz, który usiłował namówić mieszkańców do poparcia sprawy powstania narodowego. Wówczas spodziewanego efektu nie osiągnął, lecz już podczas powstania styczniowego ukrywali oni broń dla powstańców, na strychu kościoła parafialnego. Pod koniec XIX wieku w sąsiedztwie kościoła stanęła nowa, murowana szkoła, która przez ponad wiek służyła kolejnym pokoleniom uczniów.
W okresie międzywojennym dał się zauważyć wzrost aktywności gospodarczej mieszkańców wsi. W Czarnej powstało kółko rolnicze, stawiające sobie za cel propagowanie nowoczesnych metod produkcji rolnej. Dysponując własnym sklepem, rozprowadzało wśród rolników nawozy sztuczne. Nieźle radziła sobie Kasa Stefczyka, skupiająca w 1930 roku ok. 200 członków.
Przeprowadzony w 1933 roku spis ludności, dostarcza nam wiadomości o warunkach życia mieszkańców. Było ich wówczas 1357, z czego 24 utrzymywało się z zajęć pozarolniczych. W ciągu poprzednich 14 lat, 67 osób wyemigrowało (18 do Ameryki). We wsi było 297 domów (277 domów jednoizbowych, 262 pokrytych strzechą). Rok 1933 zasłynął również antysanacyjnymi wystąpieniami chłopów, do których przyłączyli się też chłopi z Czarnej.
W czasie II wojny światowej wieś, licząca wówczas ok. 2000 mieszkańców została wysiedlona przez Niemców na potrzeby tworzonego poligonu przeznaczonego dla SS. W listopadzie 1940 roku wysiedlono część mieszkańców wsi oraz sąsiedniej Cierpisza, Rudy, Boreczka i przysiółka Borku Wielkiego – Poręby, a także część Wolicy Ługowej, Wolicy Piaskowej. Część mieszkańców zbiegła i ukrywała się w okolicy, a część ukryła się w piwnicach domów po kryjomu próbując uprawiać ziemię. W 1942 rozpoczęły się obławy na ukrywających się mieszkańców, których zabijano lub wysłano do leżącego w okolicy Obozu Pracy Przymusowej w Pustkowie. Na miejsce Polaków sprowadzono niemieckich osadników w ramach niemieckiej akcji osiedleńczej Heim ins Reich.
Od 1928 roku, nieprzerwanie do dziś działa tu Ochotnicza Straż Pożarna. W latach 1961–1967 we wsi stanął nowy dom strażaka. Usytuowany jest w samym centrum, w pobliżu skrzyżowania szosy Sędziszów Małopolski – Kolbuszowa z drogą, prowadzącą przez wieś. W tym budynku znajduje się również ośrodek zdrowia oraz biblioteka publiczna. Niedaleko stąd także do szkoły.

## Zabytki
- Kościół parafialny pw. św. Stanisława – zbudowany w latach 1828–1830, na miejscu poprzedniego, który spłonął kilkanaście lat wcześniej. Jest to budowla murowana, utrzymana w stylu klasycystycznym. Kościół jest trójnawowy, z niższym prezbiterium i prostokątnymi przybudówkami. Wejście prowadzi przez dobudowaną pod koniec XIX wieku wieżę, nakrytą cebulastym hełmem. Do 1928 roku kościół pokryty był gontem, który wtedy wymieniono na blachę. W południowo-zachodnim narożniku placu kościelnego stoi dzwonnica. Większość wyposażenia świątyni pochodzi z II poł. XIX wieku.

## Osoby związane z wsią
- prof. dr Stanisław Kot – polski historyk, działacz ruchu ludowego, polityk, wychowawca, uczęszczał do miejscowej szkoły
- bł. ks. Roman Sitko – urodził się w przysiółku Jasień i uczęszczał do miejscowej szkoły
- ks. prof. Władysław Świder – urodził się we wsi; od 2004 patron miejscowej szkoły podstawowej
- Łukasz Różański – polski bokser, zawodowy mistrz świata organizacji WBC w kategorii bridgerweight[9]
- prof. dr hab. Jan Basara -  urodził się we wsi, językoznawca, polonista, profesor w Instytutucie Języka Polskiego PAN.